# House Creek
Koordinaten: 77° 39′ S, 162° 44′ O
Der House Creek ist ein 1,5 km langer glazialer Schmelzwasserfluss im Taylor Valley des ostantarktischen Viktorialands.  Aus einer Höhe von 350 m fließt er von der Nordostflanke des Suess-Gletschers in südlicher Richtung entlang der Basis dieses Gletschers zur nordwestlichen Ecke des Tschadsees.
Das Advisory Committee on Antarctic Names benannte ihn 1996 nach dem Hydrologen Harold R. House vom United States Geological Survey, Mitglied des Long Term Ecological Research Program für vier antarktische Sommerkampagnen ab 1993, der bei der Errichtung von Messstationen an den Zuflüssen des Bonneysees und des Hoaresee beteiligt war.